# Dipartimento di Tiébissou
Il dipartimento di Tiébissou è un dipartimento della Costa d'Avorio. È situato nella regione di Bélier, distretto di Lacs.
Nel censimento del 2014 è stata rilevata una popolazione di 98.734  abitanti. 
Il dipartimento è suddiviso nelle sottoprefetture di Lomokankro, Molonou, Tiébissou e Yakpabo-Sakassou.